# Bernard Mulé
Bernard Mulé, né le 13 novembre 1803 à Toulouse, mort le 26 mars 1888 dans la même ville, était un homme politique français.

## Biographie
Fils aîné d'un tonnelier, il entre dans une maison de commerce à l'âge de 14 ans. Affilié en 1822 à la Charbonnerie, il participe à la révolution de juillet 1830 mais refuse la croix de Juillet.
Membre influent des groupes radicaux pendant la monarchie de Juillet, mais aussi négociant en grains, à l'annonce de la révolution de février 1848, il prend la tête de la foule pour remplacer l'administration municipale et préfectorale, et proclamer la République au Capitole de Toulouse. Nommé membre de la municipalité provisoire le 25 février, il est élu le 23 avril député de la Haute-Garonne à l'Assemblée constituante, le 8e sur 12 avec 46 577 voix. À l'assemblée, il siège sur les bancs de la Montagne et fait partie du comité de l'Algérie et des colonies.
Ayant protesté contre le coup d'État du 2 décembre 1851, il est déporté en Algérie. Amnistié lors du mariage de Napoléon III avec Eugénie de Montijo (1853), il rentre en France, mais est interné quelques mois en 1858, en vertu de la loi de sûreté générale.
Candidat de l'opposition au Corps législatif dans la 1re circonscription de la Haute-Garonne, il est battu le 4 juin 1863 avec 4 872 voix contre 17 905 au candidat officiel, le comte Jacques d'Ayguesvives, puis le 24 mai 1869 avec 6 600 voix contre 15 611 au même et 4 965 à l'orléaniste Caze.
Le 8 février 1871, il est battu lors de l'élection de l'Assemblée nationale avec 22 984 voix sur 122 845 votants. La même année, il est élu conseiller général du canton de Toulouse-centre.
Fait chevalier de la Légion d'honneur le 30 juillet 1878, il abandonne ses fonctions publiques en 1879 à cause de son âge.
Il est le père de l'écrivain Antonin Mulé.

## Sources
- Adolphe Robert, Gaston Cougny (dir.), Dictionnaire des Parlementaires français de 1789 à 1889, Paris, Bourloton, 1889, tome IV, p. 455
- C. M. Lesaulnier (dir.), Biographie des neuf cents députés à l'Assemblée nationale, 1848, 551 pages, pp. 160-161